# El Peñón de Guatapé

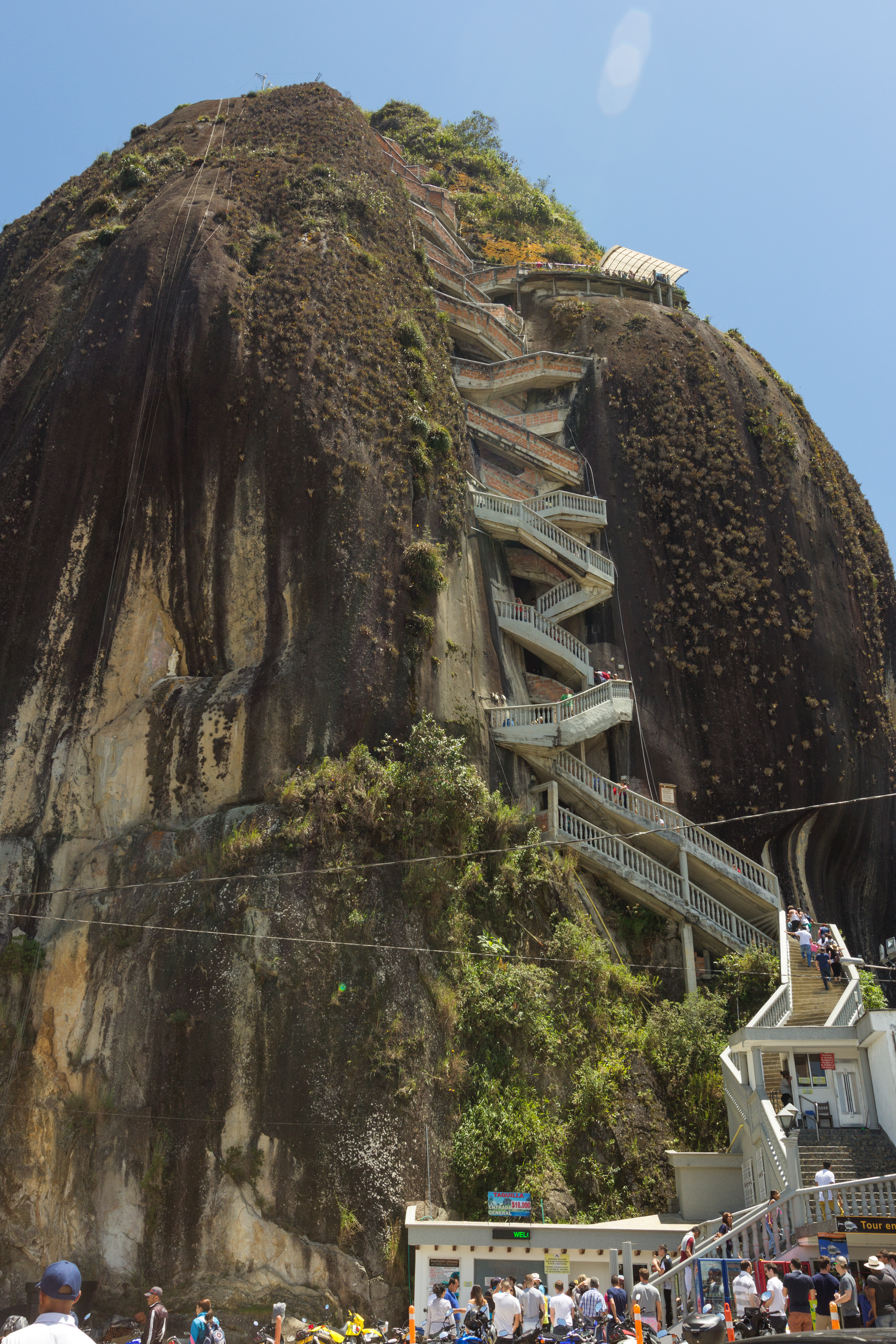
El Peñón de Guatapé

El Peñón de Guatapé (in lingua spagnola chiamato anche: Piedra del Peñol, cioè la roccia di Guatapé o la roccia di El Peñol) è un monolite isolato o monadnock, che si staglia nel territorio attorno alla cittadina di Guatapé, nel Dipartimento di Antioquia, in Colombia. Anche la cittadina di El Peñol, che confina con Guatapé, ha sempre considerato il monolite come elemento appartenente al suo paesaggio e lo chiama pertanto Piedra del Peñol.
El Peñón de Guatapé fu scalato per la prima volta nel luglio 1954 da Luis Villegas, Pedro Nel Ramirez e Ramón Díaz nel corso di un'ascesa durata cinque giorni e durante la quale piantarono diversi paletti nella roccia. Oggi invece è possibile salire sulla sommità attraverso una lunga e ripida scalinata.
Sulla sommità fu trovata anche una nuova specie di pianta, denominata Pitcairnia heterophylla.
La temperatura media della regione è di 18 °C.

## Caratteristiche
Il Peñón de Guatapé, costituito da roccia granitica che ha resistito al processo di degradazione meteorica e di erosione, è il residuo di un affioramento del batolite di Antioquia e si innalza dal fondo di uno sbarramento idroelettrico. La roccia del Peñón è costituita da quarzo, feldspato e mica.
Si eleva di 220 m al di sopra del terreno circostante, raggiungendo così i 2135 m di altitudine sul livello del mare. Ha una lunghezza di 285 m e una larghezza di 110 m e la temperatura media dell'ambiente circostante è di 18 °C.
Sulla parete settentrionale è stata costruita una ripida scalinata, in parte scavata in una frattura nella roccia, che permette di salire fino alla sommità del monolite salendo 659 gradini.
Alla base della roccia, nei pressi della biglietteria, si trovano anche alcuni chioschi per la vendita di cibi, bevande e souvenir. A circa metà della scalinata si trova un tabernacolo dedicato alla Madonna. Sulla sommità è stata costruita una torre di tre piani che permette l'osservazione del panorama circostante e ospita anche piccoli negozi.

## Dimensioni
- Volume: 22 milioni di m³,
- Densità: 3000 kg/m³, con una massa totale di 66 milioni di tonnellate.
- Perimetro: 770 m.
- Altitudine sul livello del mare: 2137 m.
- Composizione: granito (quarzo, feldspato e mica).
- Fa parte del batolite di Antioquia.